# Владислав IV Ваза
Владислав IV (пол. Władysław IV, швед. Vladislav; 9 червня 1595 — 20 травня 1648, Мереч) — король польський і Великий князь Литовський, Великий князь Руський (1632—1648), цар Московський під іменем Владислав Жигимонтович (1610—1613, титулярний до 1634), титулярний король Швеції (1632—1648). Представник шведської династії Ваза.
Народився у Кракові. Син короля Сигізмунда ІІІ і австрійської принцеси Анни Габсбурзької. Напівбрат і одночасно кузен короля Яна ІІ Казимира. Намагався централізувати державне управління, спирався на освічену магнатерію. Зарекомендував себе толерантним правителем. Узаконив православну церкву в Україні та Білорусі, сприяв обранню київським митрополитом Петра Могили (1633). Ініціював Торунський диспут між католиками та протестантами (1645). Провадив активну зовнішню політику, скеровану проти Московії й Османської імперії. На запрошення московських бояр обраний московським царем (1610). Двічі здійснив походи на Москву, щоб зайняти трон (1612, 1617—1618).
Брав участь у Хотинській війні (1621) проти османів, завдяки якій прославився в Європі. Розпочав модернізацію війська Речі Посполитої: організував Балтійський флот, сприяв розвитку артилерії та інженерних військ. Особисто керував Смоленською кампанією (1632—1634). Уклав із московитами Поляновський мир (1634), за яким повернув своїй державі Чернігівщину, Сіверщину і Смоленщину. Підписав перемир'я зі Швецією (1635). Планував вести війну з Османською імперією, яку, однак, через спротив шляхти не було розпочато. Перебудував королівський замок у Варшаві. Був меценатом науковців і музикантів. Кінець правління ознаменувався козацьким повстанням в Україні. Помер у Меречі, Литва. Не залишив по собі синів-спадкоємців. Похований у краківському Соборі святих Станіслава і Вацлава.

## Імена
- Владислав IV — як король Польський.
- Владислав ІІ[джерело?] — як Великий князь Литовський та Руський
- Владислав Жигимонтович — як цар Московський.

## Біографія

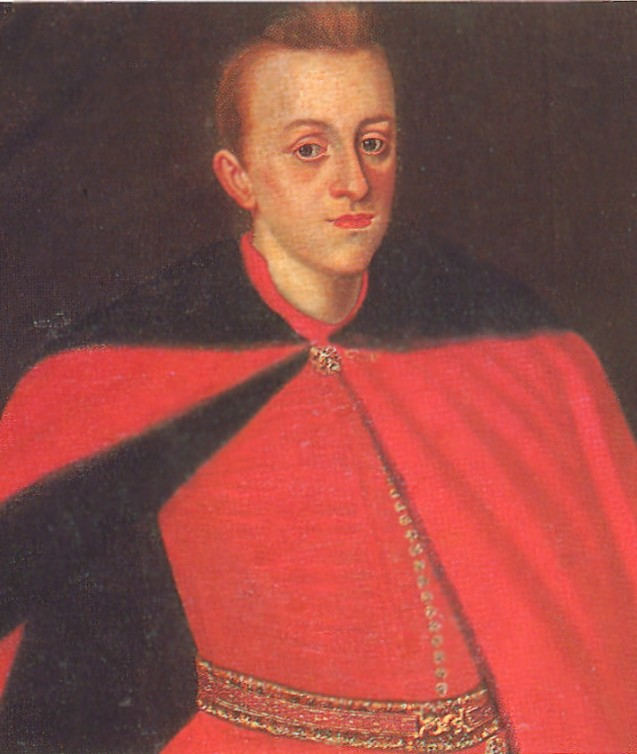
Юний Владислав

Мати Владислава померла через три роки після його народження. Його виростила одна з її колишніх фрейлін Урсула Мейерін.
У липні 1610 Владислав IV, будучи королевичем, був проголошений московським боярським урядом царем Московської держави під час польського вторгнення в Московії.
Тоді ж, на замовлення короля Сигізмунда ІІІ, було виготовлено Московитську корону, для коронації його сина Владислава на Московського царя. Проте коронація так і не відбулась.
Домагаючись московського престолу, вів протягом 1617–1618 і 1632–1634 війни з Московським царством. У 1618 Владислав IV уклав з Московською державою Деулінське перемир'я.
Брав участь у Хотинській битві 1621 року проти Османської імперії. Воював проти Швеції у 1626–1629. За ці роки, а також під час своєї подорожі по Європі (1624–1635), разом з Альбрехтом-Станіславом Радзивіллом, він познайомився з військовим мистецтвом.

### Правління
Владислав обраний на польський трон 8 листопада 1632 (через кілька місяців після смерті батька) і коронований 5 лютого 1633. Скориставшись періодом «безкоролів'я» після смерті Сигізмунда III, московський цар Михайло I Романов вирішив розпочати вторгнення до Речі Посполитої. Московитське військо (приблизно 34 500 осіб) перетнуло східний кордон Речі Посполитої й у жовтні 1632 взяло в облогу Смоленськ, яким Московія поступилася полякам по Деулінському перемир'ю 1618, під кінець московитсько-польських воєн «Смутних часів». У війні проти Московії в 1632—1634 Владислав зміг не тільки зняти облогу Смоленська у вересні 1633, але й оточив московитську армію та змусив її здатися 1 березня 1634.

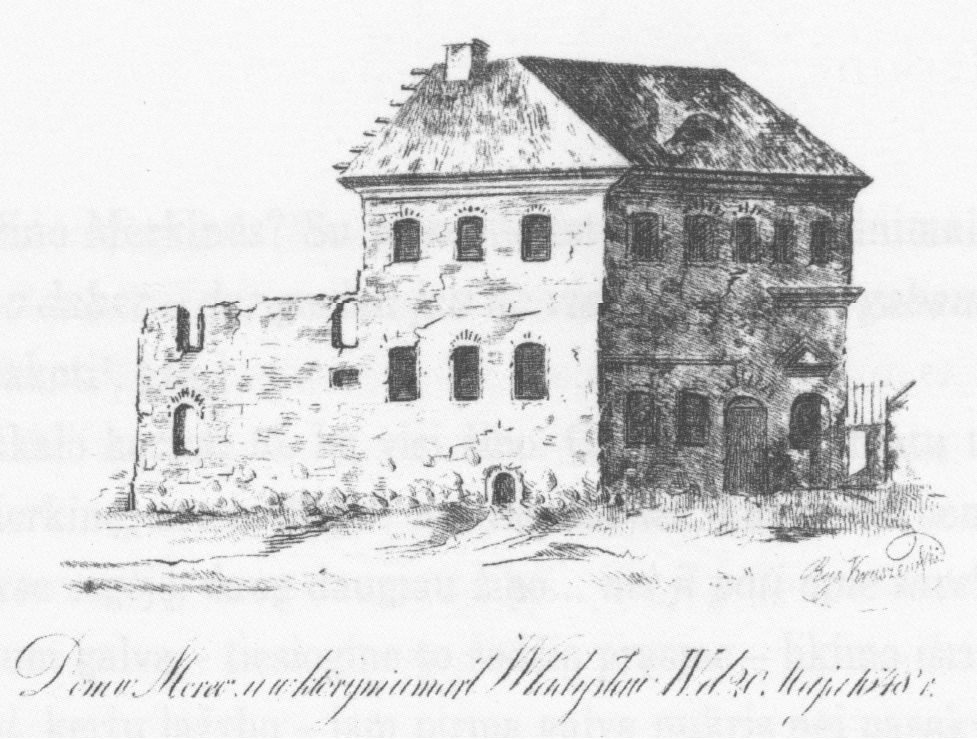
Будинок у Меречі, в якому 20 травня 1648 помер король Владислав IV. Юзеф Ігнацій Крашевський, між 1832 та 1848

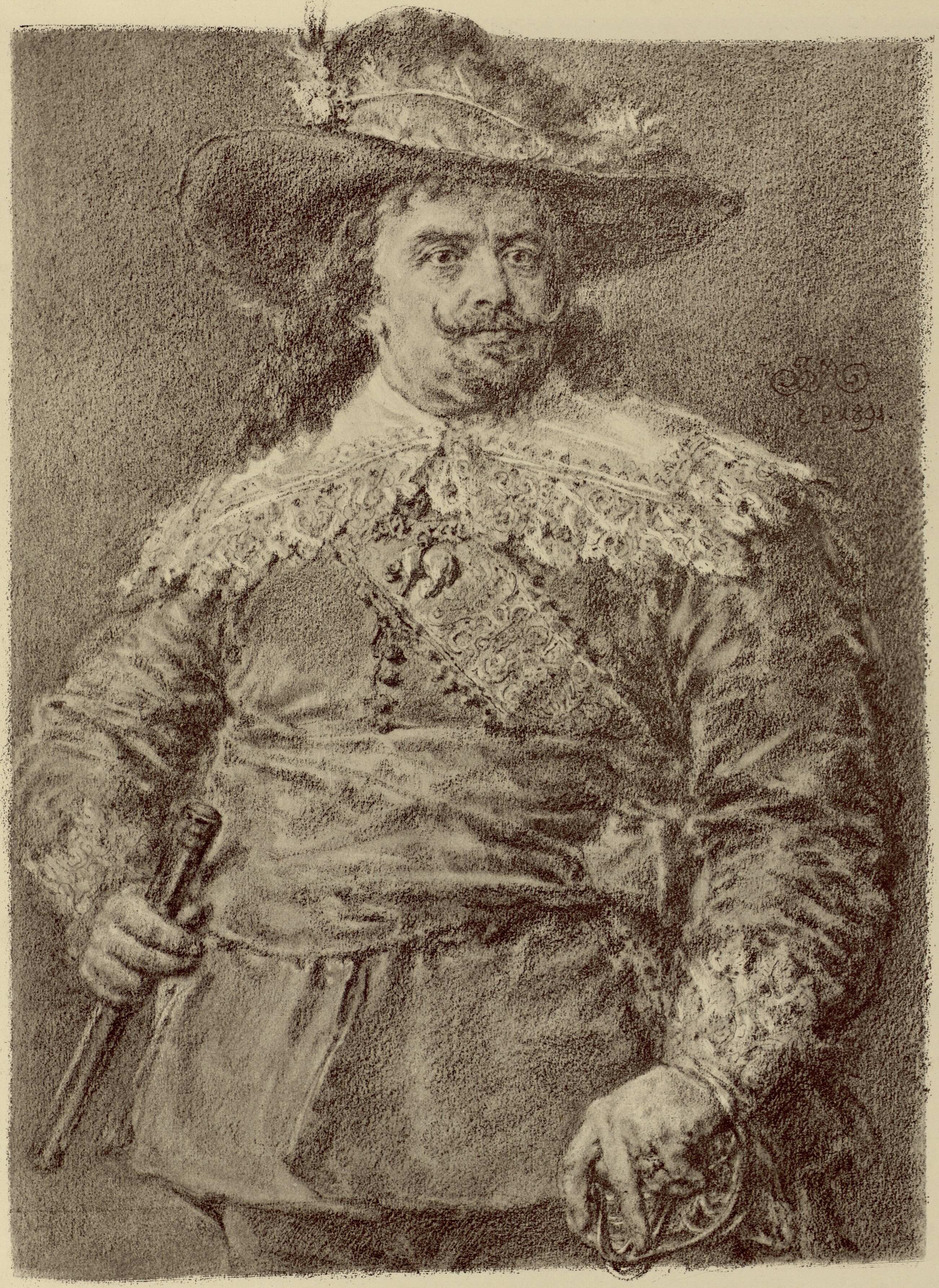
Владислав IV. Картина Яна Матейка

У 1634 уклав з Московською державою Поляновський мирний договір, за умовами якого відмовлявся від домагань московського престолу, але під владою Польщі залишилася Сіверщина. Під час цієї війни Владислав почав програму осучаснення армії Речі Посполитої, роблячи упор на вдосконалення піхоти й артилерії.
Після завершення південній кампанії Владиславу необхідно було захиститися від загрози з півночі. Швеція, залучена в Тридцятилітню війну, погодилася в 1635 підписати умови Штумсдорфського перемир'я на вигідних для Речі Посполитої умовах, поступившись останній рядом раніше завойованих теренів.
Щоб захистити свої позиції на Балтиці, король прагнув побудувати флот Речі Посполитої, але його план до успіху не довів.
Мав багато планів (династичних, особистих, військових, територіальних: захопити Сілезію, Лівонію, приєднати герцогство Прусське, створення власного наслідного князівства і т. д.). Частина з цих планів мала реальні шанси на успіх, але зазнавши невдач або з об'єктивних обставин, або через недостатню підтримку з боку шляхти, практично нічого не сталося так, як передбачалося.

### Козацьке питання
Він часто міг переконати козаків виступити на його боці, отже, важливу роль у ході воєнних дій Владислава щоразу відігравали козацькі війська під проводом гетьманів Петра Сагайдачного (1618) та Тимофія Орендаренка (1632–1634), які значно допомагали польському війську.
У 1633, прагнучи залучити козаків до участі в польсько-московській війні, видав, всупереч позиції магнатів у сеймі, так звані «Статті для заспокоєння руського народу». У цих «Статтях» було узаконено існування на терені України двох українських митрополій — православної та греко-католицької, першу з яких після укладення Брестейської унії 1596 польська влада розглядала як незаконну.
У травні 1635 король запросив Козацьку флотилію з 30 чайок під проводом Костянтина Вовка на Балтійське море для участі у польсько-шведському військовому конфлікті.
За Владислава IV для контролю за військовим і політичним життям Запоріжжя на правому березі Дніпра за проектом французького інженера, архітектора Гійома Левассера де Боплана збудована Кодацька фортеця. 3-4 (13-14) серпня 1635 козацький загін під проводом гетьмана Івана Сулими зруйнував цю фортецю.
Під час правління Владислава IV відбулося Повстання Павлюка 1637 та Повстання Острянина 1638.
У 1646, готуючись до війни з Османською імперією, вів таємні переговори з представниками козацької старшини, серед яких був Богдан Хмельницький.

### Шлюби
Навесні 1636 до Варшави прибула пропозиція імператора Священної Римської імперії Фердинанда II про шлюб між Владиславом і ерцгерцогинею Цецилією-Ренатою Австрійською (сестрою майбутнього імператора Священної Римської імперії Фердинанда III). У забезпечення приданого було записано місто Тршебонь у Богемії.

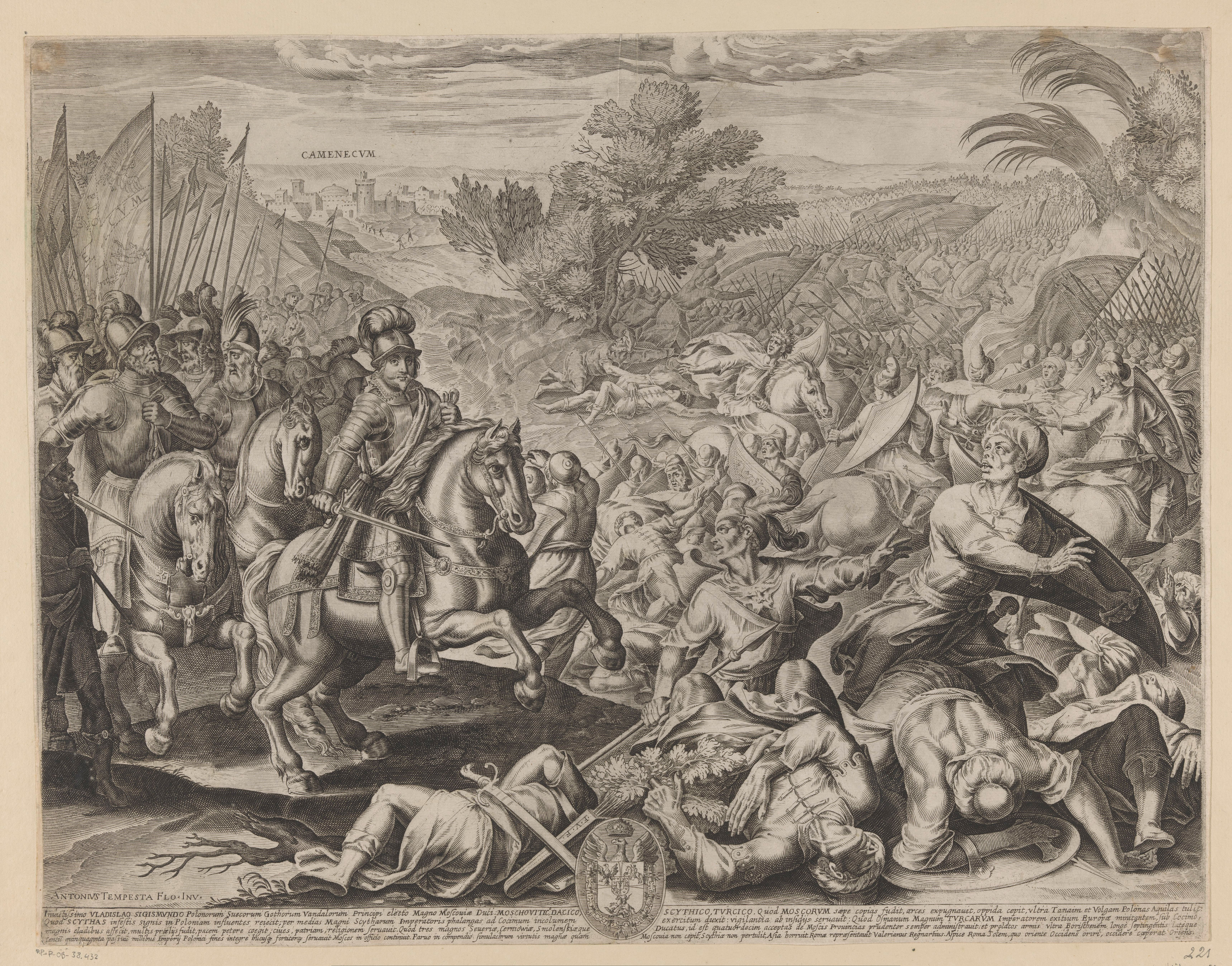
Алегоричне зображення Владислава Вази, який перемагає турків на фоні Кам'янецької фортеці. Герб розміщений на гравюрі містить Погоню Руську, що є рідкісним явищем для королівської геральдики Речі Посполитої. Антоніус Темпеста, 1-ша чверть XVII століття

Весілля відбулося у 1637. У цьому шлюбі народилося двоє дітей: син Сигізмунд Казимир Ваза (народився в 1640, помер у січні 1647) і дочка Анна Марія Ізабелла (народилася у січні 1642 і померла у дитинстві). Трохи згодом померла і Цецилія від зараження крові (сепсис).
У 1646 Владислав одружився з французькою принцесою Марією Луїзою Ґонзаґою де Невер, яку в Польщі називали Людвікою Марією Ґонзаґою, дочкою Карла I Ґонзаґи, герцога Неверського.
Владислав помер у травні 1648 на руках багатолітньої коханки Ядвіґи Лушковської, а їхній син Владислав Константин граф Васен був останнім представником династії Ваза. Серце і внутрішні органи Владислава поховані в каплиці Святого Казимира Кафедрального собору Святого Станіслава у Вільнюсі. Король помер за рік після смерті свого сина Сигізмунда Казимира, на зорі національно-визвольної війни Хмельницького та Шведського потопу, не залишивши законних спадкоємців. Трон Речі Посполитої успадкував його зведений брат і кузен Ян II Казимир.

### Мистецтво
Владислав IV був знавцем живопису та музики. Багатьом музикантам він давав гроші на утримання, і створив перший амфітеатр у своєму палаці у Варшаві, де за його царювання були поставлені десятки опер і балетів. Король також збирав живопис і купував предмети декоративної архітектури. Серед найвідоміших із проспонсорованих ним проектів були зведення Колони Сигізмунда — пам'ятника його батькові — і будівництво двох палаців у Варшаві, палацу Казановський і Вілли Регія (нині Казимировський палац). Колона Сигізмунда стала одним із символів Варшави.

## Титули
- 1632, грудень:
Владислав IV з ласки Божої король Польський, великий князь Литовський, Руський, Прусський, Мазовецький, Жмудський, Інфлянтський і Шведський, Готський, Вандальський спадковий король, обраний великий цар Московський[8].
- 1633, квітень:
Владислав IV з ласки Божої король Польський, великий князь Литовський, Руський, Прусський, Мазовецький, Жмудський, Лівонський і Шведський, Готський, Вандальський спадковий король, обраний великий князь Московський[9].
- 1633, березень:
Владислав IV з ласки Божої король Польський, великий князь Литовський, Руський, Прусський, Мазовецький, Жмудський, Лівонський, Сіверський, Чернігівський, Смоленський і Шведський, Готський, Вандальський спадковий король, обраний великий князь Московський[10].
- 1646, грудень:
Владислав IV з ласки Божої король Польський, великий князь Литовський, Руський, Прусський, Мазовецький, Жмудський, Лівонський, Сіверський, Чернігівський, Смоленський і Шведський, Готський, Вандальський спадковий король[11].

## Сім'я
- Батько: Сигізмунд III Ваза
- Мати: Анна Австрійська Габсбург

## У мистецтві
література
- 1884: Вогнем і мечем (роман), Генрик Сенкевич

кіно
- 2015: Гетьман (фільм); режисер Валерій Ямбурський

## Цікаві факти
- 1633 року під час облоги Смоленська війська Владислава IV використовували підзорні труби й інші оптичні та технічні пристрої, закуплені раніше у самого Галілея. Король познайомився з відомим астрономом під час своєї експедиції Західною Європою в 1624–1625 роках і пізніше підтримував з ним контакт[12].
- На його честь названо польську фортецю й місто Владиславово.